# Charles Newton Robinson
Charles Edmund Newton Robinson (* 14. Oktober 1853 in London als Charles Edmund Robinson; † 21. April 1913 in Swanage) war ein britischer Fechter und Barrister.

## Leben
Charles Robinson studierte am Trinity College der University of Cambridge und wurde 1879 in die Anwaltskammer Inner Temple aufgenommen. Ab dem 6. Juni 1889 führte er den Mädchennamen seiner Mutter, Newton, ebenfalls in seinem Namen.
Er nahm an den Olympischen Spielen 1900 in Paris sowie an den Olympischen Zwischenspielen 1906 in Athen teil. 1900 schied er in der Einzelkonkurrenz in der ersten Runde aus, während er 1906 mit der Mannschaft den zweiten Platz belegte. Gemeinsam mit Cosmo Duff Gordon, William Grenfell und Edgar Seligman gewann er so die Silbermedaille. Zudem war er passionierter Segler.
Newton Robinson schrieb und veröffentlichte mehrere Gedichtbände.